# Hynek
Hynek je mužské křestní jméno, které vzniklo počeštěním německého jména Heinrich (zdomácněle Heinz či Hentz, jinou českou variantou je jméno Jindřich). Nesprávně je někdy považováno za českou variantu jména Ignác.
Podle českého kalendáře má svátek 1. února.

## Křestní jména Ignác a Hynek
Českou specialitou bylo období přejmenovávání z Ignác na Hynek. Na základě zvukové podoby se španělským Inigo (Ignác) bylo totiž v minulosti jméno Hynek považováno za českou podobu jména Ignác. Přejmenovávání probíhalo zejména ve 2. polovině 19. století a v období počátků Československa, kdy si značná část antikatolicky smýšlejících občanů změnila jméno Ignác na jméno Hynek (i básník Karel Hynek Mácha byl pokřtěn jako Ignác; jeho kmotr se jmenoval Ignác Mayer). Mezi takto „přejmenované“ známější osobnosti patří např. Ignác Umlauf, Hynek Zátka, Hynek Pelc, Hynek Jindřich Novohradský z Kolovrat a další.

## Domácí varianty
Hyneček, Hynďa, Hyňďa, Hýňa, Hyňas.

## Statistické údaje
Následující tabulka uvádí četnost jména v ČR a pořadí mezi mužskými jmény ve srovnání dvou roků, pro které jsou dostupné údaje MV ČR – lze z ní tedy vysledovat trend v užívání tohoto jména:
| Rok       | Četnost   | Pořadí   |
| 1999      | 3914      | 94.      |
| 2002      | 3939      | 93.      |
| Porovnání | o 25 více | o 1 lépe |
| 2006      | 4090      | 97.      |

Změna procentního zastoupení tohoto jména mezi žijícími muži v ČR (tj. procentní změna se započítáním celkového úbytku mužů v ČR za sledované tři roky 1999–2002) je +1,4 %.

## Hynek v jiných jazycích
- Slovensky: Henrich
- Německy: Heinrich
- Anglicky: Henry, Hal
- Polsky: Henryk
- Latinsky: Henricus
- Italsky: Enrico
- Francouzsky: Henri
- Španělsky: Enrique
- Portugalsky: Henrique
- Švédsky, maďarsky: Henrik
- Rusky: Genrich

## Známí nositelé jména
- Hynek Adámek – český geograf, novinář, fotograf a publicista
- Hynek Albrecht – český amatérský entomolog – lepidopterolog
- Hynek Baťa – český koželuh
- Hynek Berka z Dubé – zakladatel šlechtického rodu Berků z Dubé
- Hynčík Bírka z Násile – zemský hejtman Krnovského knížectví
- Hynek Bítovský z Lichtenburka – český šlechtic z rozrodu Ronovců
- Hynek Bočan – český režisér
- Hynek Boček z Poděbrad – český šlechtic, husitský válečník
- Hynek Bonuš – český fotbalista
- Hynek Brom – český právník a politik
- Hynek Bulín – český právník, spisovatel a žurnalista
- Hynek Bulín mladší – právník, historik, filozof a slavista
- Hynek Cimoradský – český basketbalista
- Hynek Čermák – český herec
- Hynek I. Suchý Čert z Kunštátu a Jevišovic – moravský šlechtic
- Hynek Fajmon – český politik
- Hynek Florýk – rakouský politik z Moravy
- Hynek Glos – český fotograf
- Hynek Jakub Heger – česko-rakouský těsnopisec
- Hynek Hlasivec – český stavař
- Hynek Klička – rakouský a český novinář a politik
- Hynek Klimek – český spisovatel, novinář a publicista
- Hynek Kmoníček – český diplomat
- Hynek Krušina I. z Lichtenburka – český šlechtic
- Hynek Krušina IV. z Lichtenburka – nejstarší syn králova oblíbence a nejvyššího purkrabího Jana Krušiny IV. z Lichtenburka
- Hynek Kudrnáč – rakousko-český politik
- Hynek Lang – rakouský a český právník a politik
- Hynek Macků – rakousko-český politik
- Karel Hynek Mácha – český básník
- Hynek Martinec – český malíř
- Hynek Maxa – český operní pěvec, pěvecký pedagog
- Hynek Mušín z Hoštejna – moravský šlechtic
- Hynek Jindřich Novohradský z Kolovrat – brněnský probošt a olomoucký světící biskup v 17. století
- Hynek Palla – český hudební skladatel
- Hynek Pelc – český lékař, hygienik a ředitel nemocnice
- Hynek Pelc – český lékař
- Hynek Prokeš – český fotbalový útočník
- Hynek Srdínko – rakouský a český statkář a politik
- Hynek Světlík – rakouský lékař a politik české národnosti z Moravy
- Hynek Šádek – český filosof a myslitel
- Hynek Tomáš – český varhaník, sbormistr a hudební skladatel
- Hynek Tomm – český zpěvák
- Hynek Vojáček – český hudební skladatel, pedagog a publicista
- Hynek z Dubé – český šlechtic a nejvyšší pražský purkrabí
- Hynek z Kolštejna – český šlechtic
- Hynek z Poděbrad – český diplomat, spisovatel, syn krále Jiřího z Poděbrad
- Hynek z Ronova – kolínský děkan kostela sv.Bartoloměje
- Heník z Valdštejna a Židlochovic – moravský šlechtic
- Hynek Zátka – český podnikatel a politik
- Hynek Zohorna – český profesionální hokejista
- Hynek Žalčík – český textař a hudební producent

## Hynek jako příjmení
viz Hynek (příjmení)

## Seriáloví nositelé jména
- Hynek Skála – herec z Velmi křehkých vztahů (Miloslav Mejzlík)
- Hynek Klobouk – Nemocnice na kraji města (Radek Zima)
- Hynek (učitel) – Ulice (Roman Vojtek)
- Hynek Páleník – Ordinace v růžové zahradě
- JUDr. Hynek Kenigr – Cesty domů
- Hynek Budík – Zločiny Velké Prahy
- Hynek Južan – Osada